# アルジャーノン・パーシー (第6代ノーサンバーランド公爵)
第6代ノーサンバーランド公爵アルジャーノン・ジョージ・パーシー（英語: Algernon George Percy, 6th Duke of Northumberland, KG, PC、1810年5月20日 - 1899年1月2日）は、イギリスの政治家、貴族。
ヴィクトリア朝の保守党政権下で閣僚職を歴任した。

## 経歴

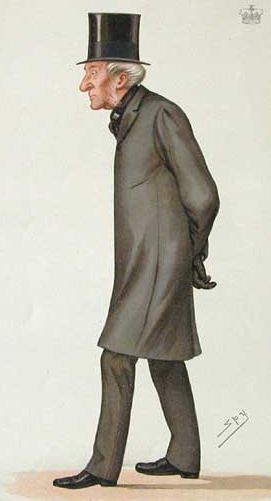
1884年6月14日の『バニティ・フェア』誌に描かれたノーサンバーランド公。

1810年5月20日、後に第5代ノーサンバーランド公爵となるロヴェイン卿ジョージ・パーシーとその妻ルイーザ（旧姓ウォートレイ）の長男として生まれる。
1831年から1832年にかけてバー・オールストン選挙区から選出されて庶民院議員を務める。1852年から1865年にかけては北ノーザンバーランド選挙区から選出される。
保守党に所属し、1858年から1859年にかけて第二次ダービー伯爵内閣で海軍省民政長官、ついで支払長官と商務庁副長官を務めた。
1867年に爵位を継承して貴族院へ移籍した。1867年にダービー伯爵やディズレーリが行った第二次選挙法改正には「下層民を我々の仲間に引き入れるつもりか」と述べて強く反対し、1868年の総選挙でもディズレーリ政権に協力しようとしなかった。
1878年から1880年にかけては第二次ディズレーリ内閣で王璽尚書を務めた。1877年から死去するまでノーサンバランド統監を務めた。
1886年中に成立した自由党政権第三次グラッドストン内閣によるアイルランド自治法の際には「1832年と1867年（二度の選挙法改正）に我々貴族が譲歩した結果、現在の事態を招いた。これ以上何らの譲歩も許されない」と述べて強く反対した。1886年にガーター勲章を受けた。
1869年から1886年にかけてはフリーメイソンのノーサンバーランド地方のグランドマスター代理を務めた。
1899年1月2日に死去した。

## 栄典

### 爵位/準男爵位
1867年8月21日に父ジョージ・パーシーの死により以下の爵位を継承。
- 第6代ノーサンバーランド公爵 (6th Duke of Northumberland)
(1766年10月22日の勅許状によるグレートブリテン貴族爵位)
- 第7代ノーサンバーランド伯爵 (7th Earl of Northumberland)
(1749年10月2日の勅許状によるグレートブリテン貴族爵位)
- 第6代パーシー伯爵 (6th Earl Percy)
(1766年10月22日の勅許状によるグレートブリテン貴族爵位)
- 第3代ビバリー伯爵（英語版） (3rd Earl of Beverley)
(1790年11月2日の勅許状によるグレートブリテン貴族爵位)
- ノーサンバーランド州におけるワークワース城の第7代ワークワース男爵 (7th Baron Warkworth, of Warkworth Castle in the County of Northumberland)
(1749年10月2日の勅許状によるグレートブリテン貴族爵位)
- ノーサンバーランド州におけるアニックの第4代ロヴェイン男爵 (4th Baron Lovaine, of Alnwick in the County of Northumberland)
(1784年1月28日の勅許状によるグレートブリテン貴族爵位)
- (ヨーク州におけるスタンウィックの)第9代準男爵（英語版） (9th Baronet, "of Stanwick in the County of York")
(1660年8月2日の勅許状によるイングランド準男爵位)

### 勲章
- 1885年、ガーター騎士団(勲章)ナイト[3][2]

## 家族
1845年にルイーザ・ドラモンドと結婚し、彼女との間に以下の2子を儲ける。
- 第1子（長男）ヘンリー・ジョージ・パーシー(1846-1918) - 第7代ノーサンバーランド公爵位を継承。政治家
- 第2子（次男）アルジャーノン・マルカム・アーサー・パーシー（英語版）(1851-1933) - 政治家